# フジグラン北島
フジグラン北島（フジグランきたじま、英称:Fuji GRAND KITAJIMA）とは、徳島県板野郡北島町に所在する、フジ・リテイリングが展開するショッピングセンターである。

## 概要
2001年（平成13年）11月に徳島市中心部郊外の板野郡北島町にてオープン。元々同地は広大な空き地と日清紡徳島工場の社宅があり、そこにマイカルが「北島サティ」を開業させる予定であった。しかし、売場面積の削減を理由として1999年11月に出店を断念したため、代わってフジが徳島県内1号店として出店。これによりフジは四国4県の制覇を達成した。
店舗面積はイオンモール徳島（約5万2千平方メートル）、ゆめタウン徳島（約4万平方メートル）、徳島駅前再開発ビルアミコビル（約2万7千平方メートル）に次ぐ県内第4位の約1万9千平方メートルである。
3階には映画館「シネマサンシャイン北島」がある。
地元では「北フジ」と呼ばれており、同社ホームページでも使用されている。
- 所在地：徳島県板野郡北島町鯛浜字西ノ須174番地
- 営業時間：生活館09:00 - 21:00、食品館09:00 - 22:00

## 略歴
- 2001年（平成13年）11月2日 - 開店。
- 2012年（平成24年）8月31日 - ハーゲンダッツフジグラン北島店閉店。
- 2013年（平成25年）9月30日 - マクドナルドフジグラン北島店閉店。
- 2018年（平成30年）1月17日 - DHCフジグラン北島直営店閉店。
- 2019年（令和元年）
  - 8月4日 - TSUTAYAフジグラン北島店閉店。
  - 8月23日 - 宮脇書店フジグラン北島店開店。
  - 10月27日 - 和食どんと北島店閉店。
- 2021年（令和3年）2月28日 - イルローザフジグラン北島店閉店。
- 2023年（令和5年）2月28日 - クラフトハートトーカイフジグラン北島店閉店。
- 2024年（令和6年）
  - 10月22日～11月1日 - 店舗改装のため、食品館、パネッテ、四季菜館を臨時休業。
  - 11月2日 - 改装開店。

## テナント
2024年12月現在。
1F
- メディコ21
- シューラルー
- ワンズテラス
- JINS
- SM2 keitto
- リフォームブディック
- コーヒーのハマヤ
- 徳島大正銀行　れいんぼ～プラザ
- FUJIYA KOBE
- フジカラーパレットプラザ
- 築地銀だこ
- グリーンパックストピック
- HAPiNS
- hanayoshi
- ケンタッキーフライドチキン
- ミスタードーナツ
- モスバーガー
- 新洗蔵
- PURASU1
- フジ保険ショップ
- IKEDA
- ベーカリーパネットテ
- 四季彩館
- 宝くじチャンスセンター
- バーミヤン
- カプリチョーザ
- Queen of Meat's
- 〇坐
- ラビータ

2F
- トイザらス・ベビーザらス
- 携帯窓口・スマホコーティングセンター
- スペース田中
- BUNZO
- LaLa
- ミック
- マックハウス
- カーブス
- 宮脇書店
- F.O.KIDS
- ドリームギフト
- だがし屋ちゃりんこ
- オガワ
- ソフトバンク
- 鈴屋
- BRICK HOUSE
- ジュエルカフェ
- ダイソー
- GLOBAL CURRY HOUSE
- R.Grey
- ドコモショップ
- タリーズコーヒー
- ヴィレッジヴァンガード
- リンガーハット
- リトルヤミー
- めんた
- ミョンドンヤ
- いちごっぺ
- じゃんじゃか
- ハティハティ
- ロボ団　フジグラン北島校
- ours used clothing
- Beautyファスト
- アイル歯科クリニック
- セイハ英語学院
- タイトー
- メルヘンパーク

## シネマサンシャイン北島
シネマサンシャイン北島（シネマサンシャインきたじま）は、フジグラン北島の3階にに所在するシネマコンプレックス（以下、シネコン）である。
県内初のシネコンであり、同館が開業して以降、DVDの普及による影響も相まって、徳島市内の映画館は次々と閉鎖に追い込まれていった。
2006年（平成18年）9月28日に徳島市内唯一の映画館だった幸町の「徳島ホール」が常設映画館から多目的ホールとなり、一時期は県内唯一の映画館となった時期が存在した。
2012年（平成24年）3月18日に徳島市東新町にて「ufotable CINEMA」が開館したことにより唯一の映画館ではなくなったものの、シネコンとしては2017年4月27日にイオンシネマ徳島が開業するまでは唯一であった。同館の開業と前後して同年7月1日にロビー・ホワイエの全面改装と座席の総入れ替えを行いリニューアルオープンし、同月28日に4DXシアターを導入している。
県内はもとよりシネコンが存在しない兵庫県の淡路島からの来館者も多い。
| No. | 座席数 | 座席数 | Size(m) | Size(m) | 音響  | 備考 |
| No. | 通常   | 車椅子 | 縦      | 横      | 音響  | 備考 |
| --- | ------ | ------ | ------- | ------- | ----- | ---- |
| 1   | 101    | 1      | 3.8     | 7.0     | 7.1ch |      |
| 2   | 96     | 0      | 5.0     | 9.2     | 7.1ch | 4DX  |
| 3   | 197    | 2      | 5.2     | 9.7     | 7.1ch |      |
| 4   | 269    | 2      | 4.6     | 10.9    | 7.1ch |      |
| 5   | 298    | 2      | 4.8     | 11.5    | 7.1ch |      |
| 6   | 143    | 2      | 4.7     | 8.7     | 7.1ch |      |
| 7   | 84     | 1      | 3.8     | 7.1     | 7.1ch |      |
| 8   | 84     | 1      | 3.8     | 7.1     | 7.1ch |      |

- 駐車場：2000台・無料

## 交通
- JR高徳線吉成駅下車、川内・北島方面へ徒歩約20分。
- 徳島バスグリーンタウン線・立道線・鍛冶屋原線（住吉経由）・北島藍住線、応神ふれあいバス「フジグラン前」下車すぐ。
- 徳島バス鳴門線（老門経由）「日清紡前」下車、徒歩約15分。
- 徳島自動車道「徳島インターチェンジ」より国道11号を鳴門方面へ。途中北島方面に左折車で約15分。